# Mbulaeni Mulaudzi
Mbulaeni Tongai Mulaudzi (Muduluni, provincia de Limpopo, 8 de septiembre de 1980 − Mpumalanga, 24 de octubre de 2014) fue un atleta sudafricano, especialista en carreras de media distancia y campeón del mundo de los 800 metros en Berlín 2009. Fue portador de la bandera de Sudáfrica en la ceremonia de apertura de los Juegos Olímpicos de Atenas 2004.

## Trayectoria
Empezó a destacar como atleta profesional en el Campeonato Africano de Atletismo de 2000, donde ganó su primera medalla de plata en los 800 metros, quedando por detrás del argelino Djabir Saïd-Guerni. Al año siguiente, quedó sexto en los 800 metros del Campeonato Mundial de Atletismo celebrado en Edmonton, Canadá. 
En 2002, participó en sus primeros Juegos de la Mancomunidad donde consiguió un gran resultado al ganar la medalla de oro en los 800 metros. Dos semanas después, ganaba la medalla de bronce en el Campeonato Africano de Atletismo. En el Campeonato Mundial de Atletismo de 2003 celebrado en París, ganó la medalla de bronce con un tiempo de 1:44,90 quedando por detrás del argelino Djabir Saïd-Guerni (1:44,81) y el ruso Yuri Borzakovski (1:44,84), ese mismo año, también ganó la medalla de plata en los Juegos Panafricanos.
Llegó a la fama en 2004 al ganar los 800 metros en el Campeonato Mundial de Atletismo en Pista Cubierta y la medalla de plata en los Juegos Olímpicos de Atenas 2004. En el Campeonato Mundial de Atletismo en Pista Cubierta de 2006 celebrado en Moscú ganó la medalla de plata, y repitió la hazaña dos años más tarde en Valencia 2008. También participó en los Juegos Olímpicos de Pekín 2008 pero quedó eliminado en semifinales.
En el Campeonato Mundial de Atletismo de 2009 ganó la medalla de oro con un tiempo de 1:45,29, quedando por delante del defensor del título, el keniano Alfred Kirwa Yego (1:45,35) y el bareiní Yusuf Saad Kamel (1:45,35).
En 2004 fue añadido al Salón de la Fama del Deporte de la Universidad de Pretoria.
Falleció el 24 de octubre de 2014 en un accidente de tráfico.

## Marcas personales
| Prueba      | Tiempo  | Lugar             | Fecha                   |
| ----------- | ------- | ----------------- | ----------------------- |
| 800 metros  | 1:42,86 | Rieti, Italia     | 6 de septiembre de 2009 |
| 1000 metros | 2:15,86 | Estocolmo, Suecia | 7 de agosto de 2007     |
| 1500 metros | 3:38,55 | Durban, Sudáfrica | 6 de febrero de 2009    |

## Palmarés
| Año  | Competición                          | Lugar                   | Posición | Tiempo  |
| ---- | ------------------------------------ | ----------------------- | -------- | ------- |
| 2000 | Campeonato Africano                  | Argel, Argelia          | 2.º      | 1:46,28 |
| 2001 | Campeonato Mundial                   | Edmonton, Canadá        | 6.º      | 1:45,01 |
| 2002 | Juegos de la Mancomunidad            | Mánchester, Reino Unido | 1.º      | 1:46,32 |
| 2002 | Campeonato Africano                  | Radès, Túnez            | 3.º      | 1:46,20 |
| 2003 | Campeonato Mundial                   | París, Francia          | 3.º      | 1:44,90 |
| 2003 | Juegos Panafricanos                  | Abuya, Nigeria          | 2.º      | 1:46,44 |
| 2004 | Campeonato Mundial en Pista Cubierta | Budapest, Hungría       | 1.º      | 1:45,71 |
| 2004 | Juegos Olímpicos                     | Atenas, Grecia          | 2.º      | 1:44,61 |
| 2005 | Campeonato Mundial                   | Helsinki, Finlandia     | 12.º     | 1:45,73 |
| 2006 | Campeonato Mundial en Pista Cubierta | Moscú, Rusia            | 2.º      | 1:47,16 |
| 2006 | Campeonato Africano                  | Bambous, Mauricio       | 6.º      | 1:47,94 |
| 2006 | Copa del Mundo                       | Atenas, Grecia          | 3.º      | 1:45,14 |
| 2007 | Juegos Panafricanos                  | Argel, Argelia          | 2.º      | 1:45,54 |
| 2007 | Campeonato Mundial                   | Osaka, Japón            | 7.º      | 1:47,52 |
| 2008 | Campeonato Mundial en Pista Cubierta | Valencia, España        | 2.º      | 1:44,91 |
| 2008 | Juegos Olímpicos                     | Pekín, China            | 11.º     | 1:46,24 |
| 2009 | Campeonato Mundial                   | Berlín, Alemania        | 1.º      | 1:45,29 |